# Nové Syrovice
Nové Syrovice är en ort i Tjeckien.   Den ligger i regionen Vysočina, i den sydöstra delen av landet, 150 km sydost om huvudstaden Prag. Nové Syrovice ligger 443 meter över havet och antalet invånare är 1 007.
Terrängen runt Nové Syrovice är platt. Runt Nové Syrovice är det ganska glesbefolkat, med 32 invånare per kvadratkilometer. Närmaste större samhälle är Moravské Budějovice, 4,6 km nordost om Nové Syrovice. Trakten runt Nové Syrovice består till största delen av jordbruksmark.